# Адамьонок Сергій Олександрович
Сергі́й Олекса́ндрович Адамьо́нок — сержант Збройних сил України, 6-й армійський корпус, 25-та повітряно-десантна бригада. Учасник російсько-української війни.

## Життєпис
Строкову службу розпочав 2001 року, по її завершенні підписав контракт; командир бойової машини, командир відділення 25-ї окремої повітрянодесантної бригади. 
У зоні бойового протистояння з весни 2014-го. Служив на одному з блокпостів біля Слов'янська. 9 червня розпочався масований прорив терористів на Краматорськ, у складі колони були дві броньовані інженерні машини розгородження. На блокпосту перебувала зведена рота десантників і військовослужбовців Національної гвардії. Після більш як години бою в одного з вояків виникли труднощі з АГС-17, Адамьонок кинувся на допомогу та замінив стрічку боєкомплекту. При цьому зазнав поранення, з поля бою на собі його виніс лейтенант Андрій Вашкур. Куля серйозно пошкодила кишківник, прооперований, загрози життю немає.

## Нагороди
- орден «За мужність» III ступеня (26 липня 2014 року)